# مغامرات جنونية
مغامرات جنونية (بالإنجليزية: Promortyus)هي الحلقة السابعة من الموسم الرابع من مسلسل الرسوم المتحركة من إنتاج أدلت سويم ريك ومورتي. كتبه جيف لوفينيس وأخرجه بريان نيوتن، تم بث الحلقة في 10 أيار 2020 في الولايات المتحدة.

## الحبكة
يستعيد ريك ومورتي وعيهما ليعرفوا أنهما كانا يتحكمان في العقل من قبل طفيليات فضائية تعانق الوجه تسمى جلورزو. نظراً لعدم وجود ذكريات عن وقتهم كمضيفين، قاموا بربط الميت غلورزو على وجوههم وتعلموا أن غلورزو قد خلق مجتمعاً متطوراً. اعتقاداً منهم أنهم يحاولون استخدام سفينة ريك لتشغيل سلاح خارق ينقلهم إلى الأرض، تمكن الثنائي من شق طريقهما بعيداً عن كويكب منزل غلورزو، مما تسبب في دمار شامل على طول الطريق. ومع ذلك، عند عودتهم إلى المنزل، علموا أن سمر كانت معهم في المهمة وتركوها وراءهم. يعودون إلى الكويكب لإنقاذها، فقط ليجدوا أنها لا تخضع لسيطرة غلورزو وتعبد كإلهة.
تشرح سمر أنه بعد سقوط ريك ومورتي تحت سيطرة غلورزو، تم إنقاذها بسبب وجود عود أسنان في فمها، مما منع الطفيليات من الالتصاق بوجهها. لقد أقنعت عائلة غلورزو بإصلاح مجتمعهم، والامتناع عن ممارساتهم المعتادة في التكاثر المستمر (وهي عملية تقتلهم وتقتل أجسادهم المضيفة، والتي تنفجر عندما تضع بيضاً جديداً).
يُقبض على ريك ومورتي، وتترجل سمر بشكل محرج خطة هروب من خلال الحكم عليهم بالعقاب بالعودة إلى السفينة الفضائية، ثم محاولة الانضمام إليهم. يتحول غلورزو إلى عدائي، لكن ريك يستخدم نوتة موسيقية مضبوطة بشكل خاص مما يتسبب في إعادة إنتاج غلورزو بشكل لا إرادي، مما يؤدي إلى قتلهم بشكل جماعي. أثناء وفاتهم، يتهم العديد من غلورزو الثلاثي بتدميرهم لمجرد محاولتهم تعزيز حضارتهم. عند العودة إلى المنزل، بدأ ريك ومورتي يشعران بألم شديد في المعدة. خوفاً من أنهم على وشك وضع البيض، يقولون وداعاً أخيراً لبعضهم البعض، لكن تبين أنه حركة أمعاء منتظمة.
في مشهد ما بعد إنتهاء الحلقة، لاحظت صديقة السمر تريشيا لانج هواية جيري الجديدة في تربية النحل، معبرة عن المزيد والمزيد من الإغراء حتى تعترف بأنها منجذبة إليه جنسياً.

## الإنتاج والكتابة
الحلقة التي تم الكشف عنها بعنوان «مغامرات جنونية» في 14 نيسان 2020, من إخراج بريان نيوتن وكتابة جيف لوفينيس.

## استقبال

### البث والتقييمات
تم بث الحلقة بواسطة أدلت سويم في 10 أيار 2020. وفقاً لـ Nielsen Media Research, شوهدت حلقة «مغامرات جنونية» من قبل 1.34 مليون مشاهد منزلي في الولايات المتحدة وحصل على تصنيف 0.74 بين الفئة العمرية 18-49 للبالغين.

### استجابة حرجة
جيسي شيددين من آي جي إن منحت الحلقة تصنيف 6 نجوم من أصل 10 قائلة إن الحلقة «إضافة مسلية لموسم ريك ومورتي الرابع، لكنها بالتأكيد ليست واحدة من أفضل حلقات هذا الموسم. مثل العديد من أجزاء السلسلة، تنحرف الحبكة في بعض الاتجاهات الجامحة وغير المتوقعة. ومع ذلك، يبدأ الزخم المبكر في التلاشي بعد عودة ريك وحفيده إلى مناطق القتل بحثًا عن السمر.» مغامرات جنونية" إما احتاج إلى بعض التقلبات الإضافية في الحبكة أو حبكة فرعية جيدة لإضافة المزيد من التنوع. " منحها ستيف غرين من IndieWire تقييماً "C +", والذي شعر أن الحلقة في «استعارة صفحة من مجموعة أفلام في سلسلة طويلة (وبعضها خارجها), هذه حلقة تدور في الغالب حول العلوم - مثبت السرعة المرجعي».

## روابط خارجية
- مغامرات جنونية  في قاعدة بيانات الأفلام على الإنترنت (بالإنجليزية)